# Heteropoda subplebeia
Heteropoda subplebeia är en spindelart som beskrevs av Embrik Strand 1907. Heteropoda subplebeia ingår i släktet Heteropoda och familjen jättekrabbspindlar. Inga underarter finns listade i Catalogue of Life.